# بيت حبيب
بيت حبيب (ہاؤس آف حبیب) هو تكتل شركات باكستانية التي يوجد مقرها في كراتشي، باكستان. أسس المجموعة رجل الأعمال حبيب إسماعيل في بومباي (الهند البريطانية) عام 1841 م.
إنها عائلة أعمال شيعية بارزة من الخوجة في باكستان.  

## اولاد حبيب إسماعيل
- محمد علي حبيب
- داود حبيب [5]

## أبناء محمد علي حبيب
- رفيق حبيب
- سليمان حبيب
- حيدر حبيب
- جلالة حبيب [6]

## شركات
تمتلك المجموعة الشركات التالية:
- شركة إندوس موتورز [7]
- اجرياوتو للصناعات المحدودة
- شركة ختم أجرياوتو (الخاصة) المحدودة
- أوفيترونيكس المحدودة
- ثال المحدودة
- تال بوشوكو باكستان (خاصة) المحدودة
- شبير للبلاط والسيراميك المحدودة
- حبيب مترو باكستان (خاص) المحدودة
- شركة حبيب للتأمين المحدودة
- حبيب متروبوليتان بنك [8] شركة تابعة لـحبيب بنك أيه جي زيورخ
- بنك الحبيب المحدود

## معاهد تعليمية
- مدرسة حبيب العامة
- جامعة حبيب

## روابط خارجية
- موقع بيت الحبيب
- حبيب بنك ايه جي زيورخ
- بنك حبيب متروبوليتان